# Marienschlucht

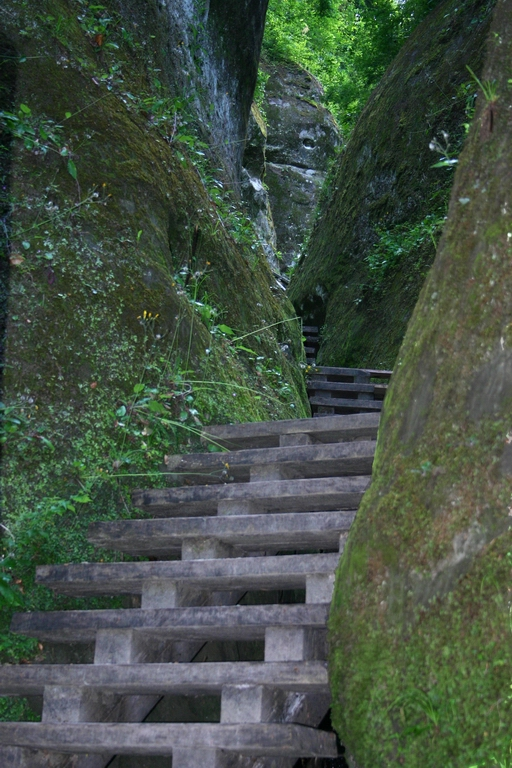
Unterer Eingang zur Marienschlucht (Juni 2006)

Die Marienschlucht oder Mariaschlucht ist eine Schlucht in der Gemarkung Langenrain der Gemeinde Allensbach im Landkreis Konstanz. Sie liegt zwischen Bodman und Wallhausen auf der Halbinsel Bodanrück, die hier steil zum Überlinger See hin abfällt.

## Geographie

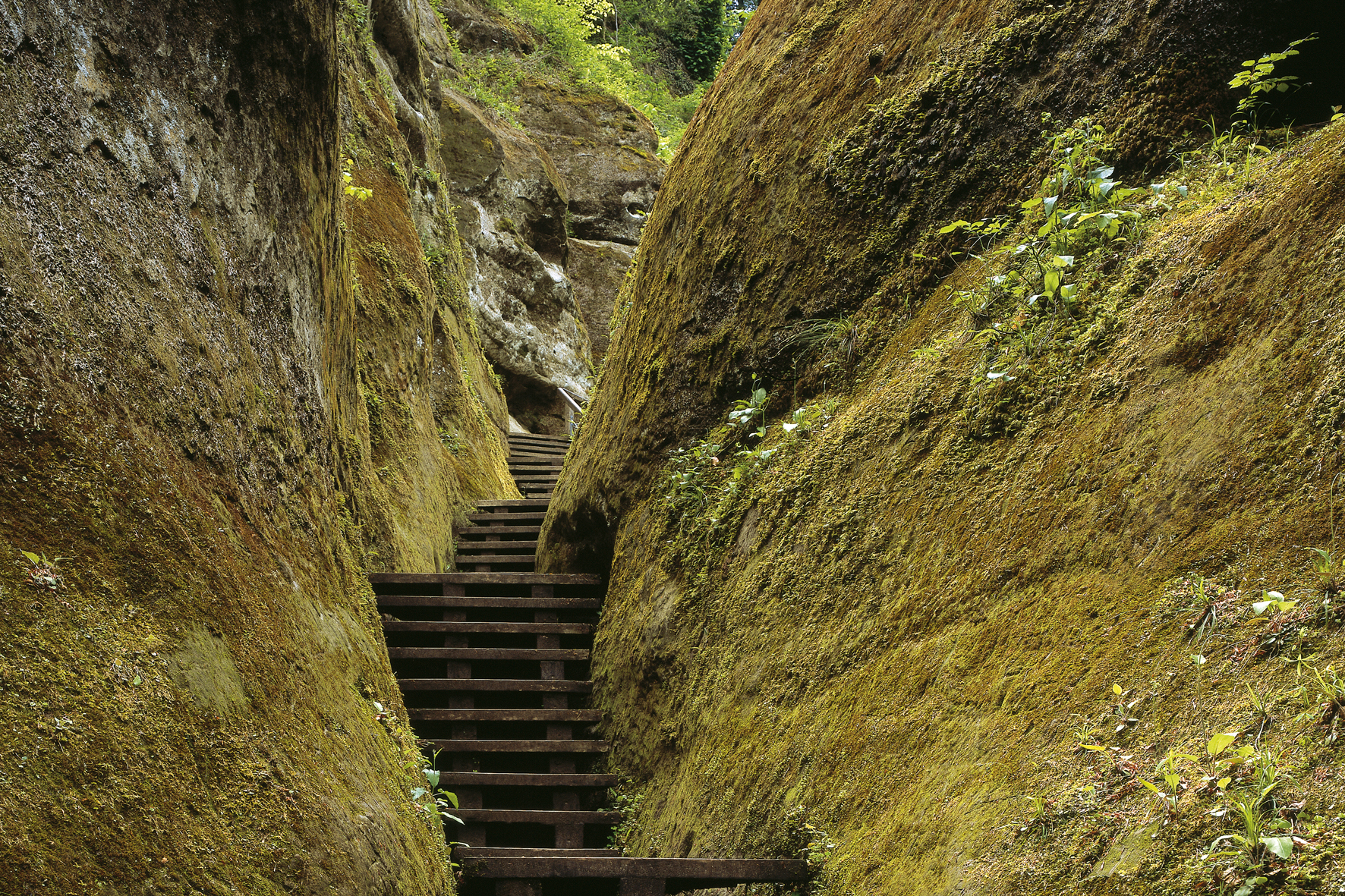
Engstelle in der Marienschlucht (April 2010)

Das Areal liegt in der Gemarkung Langenrain und ist Eigentum von Wilderich Graf von und zu Bodman. Oberhalb der Marienschlucht liegt die Burgruine Kargegg, von der nur noch wenige Mauerreste zu sehen sind.
Die Schlucht ist rund 100 Meter tief in Molassegestein eingeschnitten und stellenweise nur etwa einen Meter breit und stellte bis zu ihrer Sperrung eines der beliebtesten Wanderziele am Bodensee dar. Über Holztreppen und -gänge, die neben und teilweise über dem Wasserlauf angelegt waren, war sie begehbar. Der Treppenweg bog kurz vor dem oberen Ende der Schlucht nach rechts zur Ruine Kargegg ab, weiterhin ansteigend, und bot Aussichtspunkte auf den Überlinger See.
Man erreichte die Marienschlucht vom Bodanrück aus über Langenrain, oder dem Bodenseeufer folgend von Bodman (4 km) oder Wallhausen (3 km) aus. Die Fußwege am Steilufer sind eng, kurvenreich und nur sparsam befestigt, das Radfahren ist hier wegen erheblicher Unfallgefahr verboten. Nach etlichen Erdrutschen sind diese aber vollständig gesperrt worden. Vom unteren Ausgang der Schlucht bestand von einem Landungssteg eine Schiffsverbindung der Motorbootgesellschaft Bodman nach Bodman, Ludwigshafen am Bodensee, Sipplingen und Überlingen.
Die Steilwand am Südufer des Überlinger Sees, in der die Marienschlucht liegt, fällt auch unter Wasser noch etwa 90 Meter tief ab und weist zwischen Wallhausen und Marienschlucht noch ein weiteres Naturphänomen auf, den Teufelstisch.

## Geschichte
Anlass für die touristische Erschließung und die Namengebung war die Verlobung von Maria Gräfin von Walderdorff (1871–1958) mit Othmar (1868–1930), dem Sohn von Johann Franz Freiherr von Bodman im Jahr 1897.
Bis Anfang des 20. Jahrhunderts wurde am Landesteg eine Wirtschaft betrieben, bis zur Sperrung 2015 war dort noch ein Kiosk zu finden.
Nach einem Erdrutsch infolge eines Starkregens am Gründonnerstag 2005 war die Schlucht nicht mehr passierbar. Das Landesamt für Geologie, Rohstoffe und Bergbau Baden-Württemberg hat Maßnahmen durchgeführt, um die Schluchtwände dauerhaft zu stabilisieren. Nach den erforderlichen Hangsicherungs- und Reparaturarbeiten war die Schlucht vom 10. Mai 2008 bis zum 6. Mai 2015 wieder begehbar.
An der Sanierung beteiligten sich die Deutsch-Französische Brigade aus Immendingen sowie Zimmereihandwerks-Auszubildende der Claude-Dornier-Schule Friedrichshafen mit ihrem Lehrer Erich Pohl. Sie errichteten Stege, was dem Lehrer und seinen Schülern neben viel Anerkennung auch eine hohe Auszeichnung der Baden-Württemberg Stiftung einbrachte; die obere Aussichtsplattform wurde Erich-Pohl-Kanzel getauft.
Mögliche erneute Geröllabgänge nach Starkniederschlägen wurden aber nicht ausgeschlossen. Am Abend des 6. Mai 2015 kam es in Folge tagelanger starker Regenfälle auf rund zehn bis 15 Meter Breite und 45 Meter Länge erneut zu einem Hangrutsch: 100 Tonnen Erde, Gestein und Bäume stürzten auf den gesicherten Steg, der dabei auf einer Länge von 50 Metern zertrümmert wurde. Dabei wurden eine Frau und ein Mann verschüttet. Die Frau starb in dem Gemenge aus Gestein, Holz und Stegtrümmern, das noch ein Stück die Schlucht hinunterrutschte. Der Mann konnte sich aus eigener Kraft befreien. Erst am 26. März des Jahres hatten Sachverständige des Landesamtes für Geologie, Rohstoffe und Bergbau die Schlucht und die Hänge untersucht. Laut deren Ergebnissen seien keine Anzeichen für Instabilitäten der Hänge zu erkennen gewesen. Solche Untersuchungen sind Teil des Überwachungs- und Kontrollkonzepts für die Marienschlucht. Dadurch sollten Gefährdungen durch Abgänge von Fels oder Lockergesteine so gering wie möglich gehalten werden. Der Steg durch die Schlucht wurde in der Saison 2015 nicht mehr geöffnet. Im Verlauf des Sommers sollte der untere Teil der Schlucht wieder per Schiff und über den Uferweg erreichbar sein. Am 16. Juni 2015 kam es jedoch erneut zu einem Erdrutsch, wovon der Uferweg betroffen war. Wegen akuter Lebensgefahr wurde auch dieser gesperrt. Für das Jahr 2016 wurde die Schlucht ebenfalls komplett für die Öffentlichkeit gesperrt, eine Öffnung wurde für frühestens 2017 in Aussicht gestellt. Laut Aussage des Allensbacher Ortsbaumeisters war die baldige Wiederherstellung der zerstörten Weganlagen wie zuletzt 2005 ob fortdauernder, geologischer Instabilität des Berges jedoch fraglich.
Anfang 2017 wurden kleinere geologische Bewegungen des Geländes bekannt. Es wurde beschlossen, dass die Schlucht selbst auch im Jahr 2017 gesperrt bleibt. Ziel sei jedoch, die Marienschlucht in ein neues Wegenetz zu integrieren und zumindest den Uferweg von Bodman nach Wallhausen teilweise wieder freizugeben. Im Juli 2017 erklärte der Bürgermeister von Bodman-Ludwigshafen, Matthias Weckbach, dass ein Workshop an einem Lösungskonzept arbeite, der Uferweg jedoch besonders problematisch sei. Eine Öffnung des Weges sei daher nicht abzusehen und nicht vor 2020 zu erwarten.
In einer gemeinsamen Sitzung der beteiligten Gemeinden wurde im November 2019 ein Zeitplan zur Sanierung des Bereichs vorgestellt. Demnach sollte ab Mitte 2020 zunächst der Schiffsanlegesteg erneuert werden und einen Kiosk erhalten. Ebenfalls 2020 sollte der Uferweg nach Wallhausen saniert werden. Die Sanierungsarbeiten in der Schlucht selbst sollen 2021/22[veraltet] beginnen. Seit Juli 2021 wird der neu gebaute Fähranlegesteg wieder angefahren.
Die umfangreichen Sanierungs- und Bauarbeiten an einer neuen Steg- und Treppenanlage wurden ab 2019 geplant. Gefährdete Bereiche werden künftig mittels Sensoren überwacht. Aufgrund technischer Herausforderungen, Witterungseinflüssen und artenschutzrechtlicher Auflagen – insbesondere zum Schutz der Brut- und Balzzeiten geschützter Vogelarten wie Wanderfalke und Kolkrabe – darf nur außerhalb sensibler Zeiträume gearbeitet werden. Aus diesem Grund ruhen die Bauarbeiten über weite Teile des Frühjahrs und Sommers. Die Wiedereröffnung der Schlucht ist nach mehrfachen Verzögerungen nun für das Jahr 2026 vorgesehen.
Bis zur Schließung besuchten jedes Jahr bis zu 150.000 Besucher die Schlucht. Trotz Lebensgefahr und ausdrücklichem Verbot werden die Weganlagen wie auch die Schlucht selbst nach wie vor regelmäßig von Wanderern und Radfahrern betreten.